# Agonomalus mozinoi
Agonomalus mozinoi és una espècie de peix pertanyent a la família dels agònids.
Fa 8,9 cm de llargària màxima. Cos sovint cobert amb petites esponges i algues marines per proporcionar-li camuflatge. És un peix marí, demersal i de clima temperat (55°N-34°N) que viu fins als 11 m de fondària.
Es troba al Pacífic oriental: des del nord de la Colúmbia Britànica fins a les costes centrals de Califòrnia.